# لمینه با (بازیکن فوتبال فرانسوی)
لمینه با (انگلیسی: Lamine Ba؛ زادهٔ ۲۴ اوت ۱۹۹۷) بازیکن فوتبال اهل فرانسه است که در پست مدافع برای تیم واراژدین بازی می‌کند.
از باشگاه‌هایی که در آن بازی کرده‌است می‌توان به باشگاه فوتبال ویرتوس انتلا اشاره کرد.
وی همچنین در تیم ملی فوتبال موریتانی بازی کرده‌است.